# Lovex
Lovex è un gruppo alternative metal proveniente da Tampere, in Finlandia. 

## Storia del gruppo
Il gruppo ha iniziato la sua attività nel 2001-2002, quando diversi dei componenti, di cui uno ormai fuoriuscito, gli altri provenienti da altri gruppi, decisero di fondare un proprio gruppo per suonare musica rock e divertirsi. 
Dal 2004 hanno scritto e registrato diverse canzoni, ottenendo un buon successo. Il loro primo successo, Bleeding, venne commercializzato nei negozi nell'agosto del 2005. Il loro secondo singolo, Guardian Angel, venne pubblicato nel Gennaio del 2006 ed ebbe un enorme successo in Finlandia. Nel marzo del 2006 venne pure pubblicato il loro primo album dal titolo Divine Insanity. Il singolo Guardian Angel venne pubblicato in contemporanea il 5 gennaio 2007 in Germania, Svizzera e Austria, mentre l'album fu pubblicato il 16 febbraio successivo. Per il resto d'Europa la pubblicazione era prevista per la primavera del 2007. I Lovex hanno, quindi, partecipato all'Eurovision 2007, arrivando tuttavia terzi alla finale finlandese dopo i Thunderstone e Hanna Pakarinen.

## Formazione
- Theon - voce
- Vivian Sin'Amor - chitarra
- Sammy Black - chitarra
- Christian - tastiere
- Jason - basso
- Julian Drain - batteria

## Discografia

### Album in studio
- 2006 - Divine Insanity
- 2008 - Pretend or Surrender
- 2011 - Watch Out!
- 2013 - State of Mind

### Singoli
- 2005 - Bleeding
- 2006 - Guardian Angel
- 2006 - Remorse
- 2006 - Die A Little More
- 2007 - Anyone, Anymore

## Videografia

### Videoclip
- 2005 - Guardian Angel
- 2006 - Bullet for the Pain
- 2007 - Anyone, Anymore